# Montigny-Mornay-Villeneuve-sur-Vingeanne
 Montigny-Mornay-Villeneuve-sur-Vingeanne  là một xã ở tỉnh Côte-d'Or trong vùng Bourgogne, phía đông nước Pháp. Khu vực này có độ cao từ 228-316 mét trên mực nước biển.